# Rhinocladius longirostis
Rhinocladius longirostis är en tvåvingeart som beskrevs av Edwards 1931. Rhinocladius longirostis ingår i släktet Rhinocladius och familjen fjädermyggor. Inga underarter finns listade i Catalogue of Life.